# 清水河直隸廳
清水河直隸廳，清朝山西省歸綏道下轄的直隶厅。為內蒙古自治區呼和浩特市清水河縣前身。
明朝時，該地由「衛所制」下的東勝衞千戶所管轄，清初廢「衛所」，屬歸化城土默特。乾隆元年（1736年）因漢人放墾，在清水河地設置「清水河協理通判廳」。乾隆六年（1741年），隸山西省歸綏道管轄。乾隆二十五年（1760年），又改名為「清水河理事廳」。光緒十年（1884年），又改名為「清水河撫民通判廳」。清水河直隸廳考语為：「繁，疲，難」。
因清朝的蒙汉分治政策，當時長城以北交界地帶，設「直隸廳」管辖漢人與蒙古人民族錯居区域，直屬於省，而不設置府、直隸州，或更下一級的縣級單位的縣、散州、散廳。清朝中後期，道制度新起後，山西省的這些直隸廳又統歸歸綏道管轄。這些直隸廳在當時統稱為「山西口外諸廳」，有如歸化城廳、薩拉齊廳、豐鎮廳、托克托廳、寧遠廳、清水河廳、和林格爾廳、興和廳、武川廳、陶林廳、五原廳、東勝廳，都是「山西口外諸廳」。
民国成立後，「山西口外諸廳」都改劃入绥远特别区境内。北洋政府時代，全國實施「廢廳改縣」，清水河直隸廳被改為清水河縣。後历经國民政府、中共統治下的多次行政区划调整，时至今日，清水河縣成為內蒙古自治區呼和浩特市轄下的一個縣。